# Tomba Brion

Tomba Brion in San Vito d’Altivole (TV), 1970–1973

Die Tomba Brion, auch als Memoriale Brion bezeichnet, ist eine von dem venezianischen Architekten Carlo Scarpa im Auftrag von Onorina Tomasin-Brion errichtete Familiengrab- und Gedenkstätte in der Fraktion San Vito der Gemeinde Altivole in der Provinz Treviso.

## Geschichte
Onorina Tomasin-Brion (1919–2002) beauftragte 1969 Carlo Scarpa zum Andenken an ihren früh verstorbenen Mann Giuseppe Brion (1909–1968), den Gründer und Eigentümer des Elektronikkonzerns Brionvega, in dessen Geburtsort eine Grabstätte zu errichten, in der auch sie und ihre Familie ihre letzte Ruhe finden konnten. Der aufwendige und vielgestaltige Komplex wurde zwischen 1970 und dem Tod Scarpas 1978 gebaut und kann als eines seiner bedeutendsten, heute noch vollständig erhaltenen Werke gelten. Scarpa selbst wurde am Rande der Anlage unter einer Platte beigesetzt, die der Gestaltung der Anlage entspricht.
Die Anlage wurde 2020/2021 unter der Leitung des Architekten Guido Petropoli, der schon im Büro Scarpas an der Errichtung beteiligt war, restauriert, nachdem der Sichtbeton mittlerweile stark verschmutzt war. Auch die Metall- und Fliesenapplikationen sowie die Holzelemente und die Grünflächen wurden saniert.
Das letzte von Scarpa entworfene Bauwerk ging auf Wunsch der Nachkommen der Familie Brion im Juni 2022 in den Besitz des FAI über.
Anfang Juli 2022 wurde auf dem Gelände der Grabstätte einige Szenen der Fortsetzung des Hollywood-Streifens Dune gedreht.

## Beschreibung
Der Grabkomplex legt sich in Form eines L um den alten Gemeindefriedhof von S. Vito herum und ist mit einer schrägen Mauer umschlossen, die nur mit wenigen Einschnitten Durchblicke auf die umliegende Landschaft sowie den Gemeindefriedhof bietet. Man kann ihn über einen externen, unscheinbaren Eingang betreten. Ein gepflasterter Weg führt den Besucher zuerst über einen kleinen Teich zu einer Kapelle, die vor der Grabstätte der Familienangehörigen liegt. Oder man betritt ihn über eine Art Torbau vom Gemeindefriedhof aus. Dann hat man als erstes die berühmten zwei ineinander verschlungenen Kreise vor Augen, die den Durchblick auf die Gartenanlage bieten.
Die an die Kapelle anschließende Grablege der Familienmitglieder befindet sich unter einem Dach, das die Schräge der Außenmauer aufnimmt und im First durchgehend eine schlitzartige Öffnung hat, die neben der offenen Seite zur Anlage für eine natürliche Belichtung sorgt. Daran schließt sich die Grablege des Ehepaares im Bereich des langen Schenkels des L an. Die beiden einander zugeneigten Sarkophage stehen etwas abgesenkt unter einem brückenartigen Baldachin. Ihnen gegenüber, am anderen Ende der Anlage, liegt ein Seerosenteich, in dem sich eine von einem Baldachin bekrönte Plattform befindet. Man erreicht sie nur über den schmalen Gang des Eingangsgebäudes und muss dafür eine gläserne Tür in den Boden versenken, die sich durch Gegengewichte automatisch wieder hebt. So ist der Besucher nach dem Betreten des Meditationspavillons in mehreren Stufen von der Umgebung abgeschlossen und kann doch den Großteil der Anlage überblicken.
Die Anlage spielt mit unterschiedlichsten Perspektiven. Im Bereich der Grablegen und im Meditationspavillon steht der Besucher so, dass der Ausblick verwehrt ist, der Blick auf die Nähe konzentriert bleibt. Über der Außenmauer sind hingegen die Umgebung und der Blick zu den nahen Ausläufern der Alpen zu sehen. Immer wieder begegnet einem die Formation von zwei Kreisen oder kreisförmigen Bauteilen. An der prominentesten Stelle, dem Eingangsgebäude, durchdringen sie sich gegenseitig und erinnern damit an das Symbol der Ehe, aber auch an das Symbol für Unendlichkeit.
Alle Details der Architektur und alle funktionalen Teile wie Türen, Türstöcke und Beschriftungen sind in einer einheitlichen Gestaltung ausgeführt. Wie schon 1959 beim Olivetti-Geschäft in Venedig bekommen zum Beispiel bei der Tomba Brion die Kanten- und Ecklösungen eine dekorative, ornamentale Rolle. Vergoldete Kanten und der Einsatz weniger Reihen mit farbigen Fliesen unterstreichen die Wirkung dieser Elemente. Sie stehen im reizvollen Kontrast zu den Wänden aus Sichtbeton, der die Struktur der Schalungsbretter zeigt.
Viele Elemente wie der Meditationspavillon, die Gartenflächen und die Gestaltung der Holzflächen zeigen die Anregungen der japanischen Architektur, die das Werk Scarpas prägen.